# Кретовы
Кретовы — русский дворянский род, столбового дворянства.
В 1634 году представители рода Кретовых были жалованы поместьями.
Василий Клементьевич Кретов был при Екатерине II генерал-поручиком и получил 10 декабря 1791 года диплом на дворянское достоинство. Его сын Николай Васильевич (1773—1839) был сенатором.
Род Кретовых был внесён в VI часть Дворянской родословной книги Тамбовской и Тульской губерний Российской империи.

## Описание гербов

#### Герб Кретовых 1785 г.
В Гербовнике Анисима Титовича Князева 1785 года имеется изображение печати с гербом генерал-майора (1764), генерал-поручика (1780), тамбовского предводителя дворянства  Василия Клементьевича Кретова: в серебряном поле щита изображена серебряная подкова шипами вниз, внутри которой находится серая стрела, остриём вверх (польский герб Рудница). Щит увенчан коронованным дворянским шлемом с шейным клейнодом. Нашлемник: орлиное крыло. Намёт отсутствует. Вокруг щита военная арматура в виде: знамён, пушек, барабанов, ядер, сабли.

#### Герб. Часть II. № 117.
В зелёном поле изображены крестообразно два пистолета, и под ними горизонтально положена серебряная сабля.
На щите дворянский коронованный шлем. Нашлемник: три страусовых пера. Намёт на щите серебряный, подложенный зелёным.

## Известные представители
- Кретов Парфений Иванович — московский дворянин (1692—1695)[3].
- Кретов Николай Васильевич — генерал-майор. кавалер ордена Святого Георгия 3-й степени за Бородинскую битву (1812)[1].